# Antón Cancelas
Antón Cancelas Padín (Vigo, 1955 – Vigo, 9 de enero de 2021) fue un actor de doblaje y locutor español.

## Trayectoria
Cancelas empezó en el mundo del doblaje en 1986. Fue la voz del personaje de J.R. Ewing en la serie estadounidense Dallas en uno de sus primeros trabajos más conocidos. Utilizó tanto el castellano como el gallego para dar voz a reconocidos actores de Hollywood en multitud de películas que han pasado a la historia del cine. En 2014, abrió su propio estudio de grabación, locución y doblaje, que dirigió hasta su fallecimiento. 
Durante su carrera, Cancelas dio voz a actores como Clint Eastwood en Harry el Sucio o El sargento de hierro, a Jack Nicholson, a Anthony Hopkins o a Walter Matthau, entre otros.
En la película El fugitivo de 1993, realizó el doblaje del personaje el comisario del Cuerpo de Alguaciles de Estados Unidos, Samuel "Big Dog" Gerard, interpretado por Tommy Lee Jones. Por ese papel, Jones recibió el premio Óscar al Mejor actor de reparto.
Interpretó a Arnold Schwarzenegger en Terminator 2: el juicio final en su versión en gallego, donde pronunció «a rañala, raparigo» (Sayonara, baby) que fue escogida como la mejor frase de la historia del doblaje de la Televisión de Galicia por votación popular. La normalización del uso del gallego en el mundo audiovisual y su aceptación entre la población han estado muy relacionados por la participación de Cancelas dando su voz a personajes populares de televisión y cine en las últimas décadas.
Dentro del mundo de la animación, participó en el doblaje de la serie de anime Los caballeros del zodíaco. También trabajó en series como Cool Kids, Warrior o Your Pretty Face is Going to Hell. Sus últimos trabajos fueron para producciones de HBO y de Fox.
Cancelas también realizó el doblaje en documentales y en campañas publicitarias, tanto para empresas (como la marca de cerveza Estrella Galicia) como para instituciones como Abanca, la Organización Nacional de Ciegos Españoles (ONCE) o la Junta de Galicia.